# Кабановский сельсовет (Алтайский край)
Кабановский сельсовет — муниципальное образование со статусом сельского поселения и административно-территориальное образование в Усть-Калманском районе Алтайского края России. Административный центр — село Кабаново.

## Население
| 1997  | 1998  | 1999  | 2000  | 2001  | 2002  |
| ----- | ----- | ----- | ----- | ----- | ----- |
| 1262  | ↘1257 | ↘1242 | ↘1218 | ↗1288 | ↘1220 |
| 2003  | 2004  | 2005  | 2006  | 2007  | 2008  |
| ↘1206 | ↘1194 | ↘1148 | ↗1153 | ↗1155 | ↘1124 |
| 2009  | 2010  | 2011  | 2012  | 2013  | 2014  |
| ↘1089 | ↗1558 | ↘1551 | ↘1510 | ↘1468 | ↘1405 |
| 2015  | 2016  | 2017  | 2018  | 2019  | 2020  |
| ↘1383 | ↘1349 | ↘1323 | ↘1283 | ↘1250 | ↘1244 |
| 2021  |       |       |       |       |       |
| ↘1205 |       |       |       |       |       |

По результатам Всероссийской переписи населения 2010 года, численность населения муниципального образования составила 1558 человек, в том числе 735 мужчин и 823 женщины. 

## Населённые пункты
В состав сельского поселения входит 5 населённых пунктов:
- Бураново (село) — 207[11]
- Ельцовка (село) — 190[11]
- Кабаново (село, административный центр) — 650[11]
- Усть-Ермилиха (посёлок) — 77[11]
- Усть-Камышенка (село) — 344[11]